# Discovery Turbo
O Discovery Turbo é uma rede pertencente a Warner Bros. Discovery com a programação dedicada a máquinas como carros, motos, barcos e aviões. Tem a tarefa de re-exibir os programas ligados a essas máquinas passados no Discovery Channel, sem intervalos comerciais. Atualmente os programas de destaque são: American Chopper, American Hot Rod, Armas do Futuro, Destruído em Segundos, Carros Malucos, Jóias Sobre Rodas, Overhaulin', Quinta Marcha entre outros.
Foi lançado em Portugal a 19 de maio de 2005 na ZON TV Cabo donde saíu em 2012. O canal esteve presente no MEO e na Cabovisão até ao dia 4 de agosto de 2014, quando deixou de emitir em Portugal por decisão da Discovery. Na Espanha, foi descontinuado em 30 de julho de 2005.